# İsmail Cem

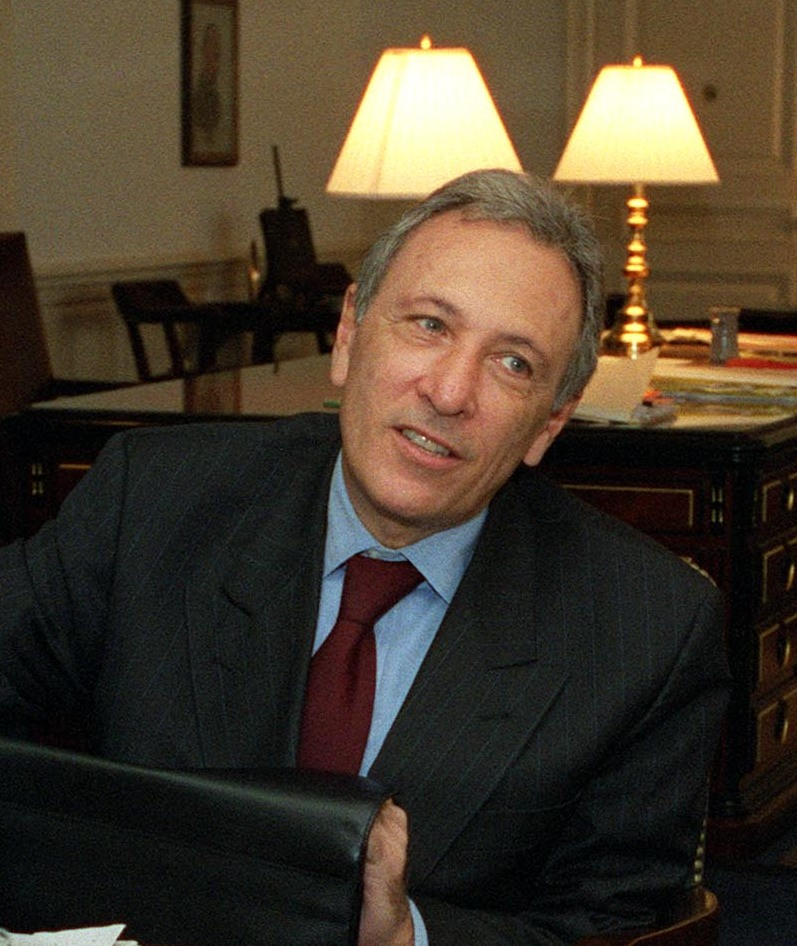
İsmail Cem

İsmail Cem İpekçi (Istanboel, 1940 - aldaar, 24 januari 2007) was een Turkse journalist en politicus. 
Hij studeerde aan het Robert College (een Amerikaanse middelbare school) in Istanboel en vervolgens rechten in Lausanne en sociologie in Parijs.
In 1963 keerde hij in Turkije terug en ging als journalist aan de slag. Hij werkte bij diverse kranten en was onder meer redacteur van Milliyet. Begin jaren zeventig leidde hij de Türkiye Gazeteciler Sendikası (Turkse Journalisten Vakbond). Vervolgens was hij in 1974 en 1975 voorzitter van de Türkiye Radyo ve Televizyon Kurumu (TRT), de nationale Turkse radio en televisie.
Van juni 1997 tot juli 2002 was Cem minister van buitenlandse zaken in drie elkaar opeenvolgende regeringen. In deze functie ijverde hij voor de aansluiting van Turkije bij de Europese Unie. Voorts zette hij zich in voor betere verhoudingen met buurland Griekenland. Hierbij werkte hij samen met de Griekse minister van buitenlandse zaken Giorgos Papandreou junior met wie hij tevens was bevriend. 
In 2002 werd hij na een politieke strijd met partijleider Bülent Ecevit uit de Demokratik Sol Parti (DSP, vertaling: 'Democratische Linkse Partij') gestoten. In hetzelfde jaar nog vormde hij samen met een tweetal anderen de Yeni Türkiye Partisi (YTP, vertaling: 'Partij van het Nieuwe Turkije') op. Deze partij werd geen electoraal succes.
İsmail Cem overleed op 66-jarige leeftijd aan longkanker.